# Lilian Thuram
Ruddy Lilian Thuram-Ulien (* 1. Januar 1972 in Pointe-à-Pitre, Guadeloupe) ist ein ehemaliger französischer Fußballspieler. Bis Dezember 2022 war er Rekordnationalspieler der französischen Nationalmannschaft, mit der er die Fußballweltmeisterschaft 1998 und die Fußballeuropameisterschaft 2000 gewann. Seit dem Ende seiner Fußballkarriere widmet er sich der antirassistischen Bildungsarbeit und tritt auch als Autor und Stifter in Erscheinung.

## Karriere

### Vereine
Lilian Thuram lebte bis zu seinem neunten Lebensjahr auf der französischen Karibikinsel Guadeloupe. 1981 wanderte er mit seiner Mutter und den Geschwistern nach Frankreich aus und die Familie ließ sich in Bois-Colombes, einer Banlieue im Großraum der Hauptstadt Paris, nieder. Als Jugendlicher spielte Thuram für verschiedene lokale Fußballvereine wie CS Fontainebleau und US Melun, bevor er 1990 in die Jugendabteilung des Erstligisten AS Monaco wechselte. Trainer der Monegassen war Arsène Wenger, der für seine Talentförderung bekannt war und Thuram am letzten Spieltag der Saison 1990/91 gegen den SC Toulon sein Profidebüt ermöglichte. Sowohl in den Finalspielen um die Coupe de France (1991) als auch um den Europapokal der Pokalsieger (1992) wurde er nicht eingesetzt und der endgültige Durchbruch sollte Thuram erst danach gelingen. Ab der Saison 1992/93 war er Stammspieler und entwickelte sich zu einem der besten Innenverteidiger der französischen Liga.
Im Juli 1996 wechselte Thuram ablösefrei zur AC Parma in die italienische Serie A. Bei seinem neuen Klub etablierte sich der Neuzugang als feste Größe und gleich in seiner ersten Saison (1996/97) verpasste Parma die Meisterschaft nur knapp. Thuram avancierte als technisch versierter und in der Offensive konstruktiver Abwehrspieler zu einem Prototyp des modernen Defensivspielers und erhielt 1997 die Auszeichnungen als Frankreichs und Italiens Fußballer des Jahres. 1999 gewann er mit den Gialloblu die Coppa Italia und durch ein 3:0 über Olympique Marseille den UEFA-Pokal. Dabei erwies sich der Abwehrverbund um Gianluigi Buffon, Fabio Cannavaro, Roberto Sensini und eben Thuram als stabiles Grundgerüst der Mannschaft. Ebenfalls im selben Jahr wurde die Supercoppa Italiana gewonnen.
Nach fünf Jahren in Parma wechselte Thuram gemeinsam mit Buffon innerhalb der italienischen Liga zu Juventus Turin. Dort war Thuram sofort Stammspieler und Führungsperson. Auf Anhieb wurde 2001/02 der Meistertitel gewonnen und im Folgejahr verteidigt. Außerdem wurde 2002 und 2003 der Supercup gewonnen. Nach dem Manipulationsskandal der Saison 2005/06 stand nach Ende der Spielzeit der Zwangsabstieg für Juventus in die zweite Liga fest. Einige Stars wurden gehalten, andere verkauft oder wollten gehen. Für eine Ablöse von 5 Millionen Euro wurde auch Thuram abgegeben.

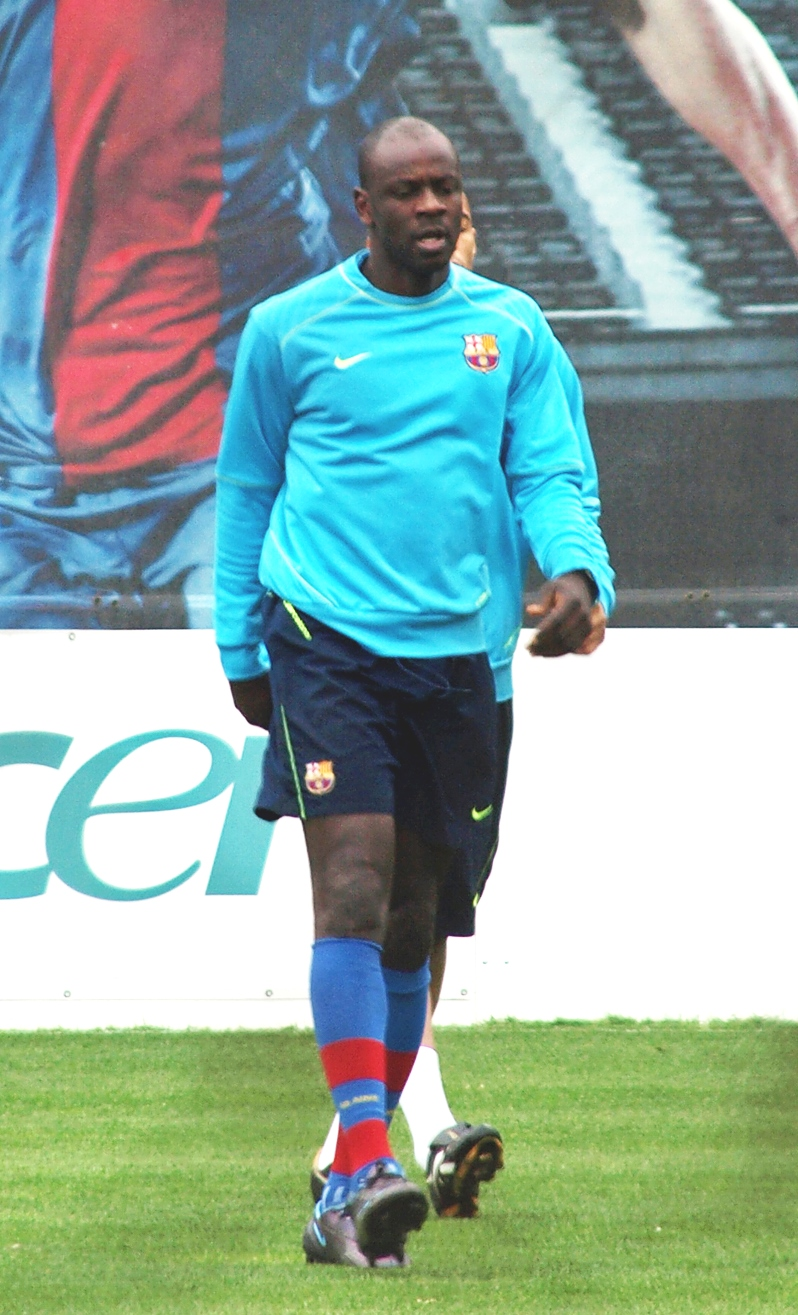
Lillian Thuram beim Training für den FC Barcelona

Neuer Arbeitgeber wurde der FC Barcelona. In Barcelona war Thuram nicht gesetzt und konkurrierte mit Spielern wie Rafael Márquez, Carles Puyol und Gabriel Milito. Sein 2008 auslaufender Vertrag wurde nicht verlängert.
Ende Juni 2008 sollte er einen Einjahresvertrag beim französischen Erstligisten Paris Saint-Germain unterschreiben. Bei der sportärztlichen Untersuchung wurde jedoch eine Missbildung des Herzens festgestellt, so dass er seine aktive Karriere beenden musste.

### Nationalmannschaft
Lilian Thuram spielte seit 1994 in der französischen Nationalmannschaft, zuerst als rechter Verteidiger, dann als Innenverteidiger und Abwehrchef. Sein erstes Turnier war die Fußball-Europameisterschaft 1996. Sein größter Erfolg war der Gewinn der Fußball-Weltmeisterschaft 1998 im eigenen Land. Mit seinen einzigen beiden Länderspieltoren im Halbfinale gegen Kroatien hatte er maßgeblichen Anteil am Erfolg von Frankreich. Im Jahr 2000 wurde er bei der EM in Belgien und den Niederlanden mit dem französischen Nationalteam Fußballeuropameister. Thuram nahm auch an der erfolglos verlaufenen Fußball-Weltmeisterschaft 2002 teil und stand ebenso im Kader zur Fußball-Europameisterschaft 2004 in Portugal, bei der er sein 100. Länderspiel absolvierte. Bei der Fußball-Weltmeisterschaft 2006 erreichte Lilian Thuram mit seinem Land das Finale und wurde ins All-Star-Team gewählt. Weiterhin gehörte er bei der EM-Endrunde 2008 zum französischen Aufgebot, wo er die Rolle des Kapitäns einnahm, aber Frankreich nicht über die Gruppenphase hinauskam. Nach diesem Vorrunden-Aus kündigte er seinen Rücktritt aus der Nationalmannschaft an.
Mit 142 Länderspielen bestritt er nach Hugo Lloris die zweitmeisten Spiele für die Équipe Tricolore.

## Engagement gegen Rassismus und soziale Ungleichheit
Thuram ist für sein Engagement gegen Rassismus bekannt. So nahm er 2001 den Charity Award für das europaweite Netzwerk FARE (Football Against Racism in Europe) entgegen.
2001 hat Thuram gemeinsam mit den französischen Fußballern Robert Pires, Sylvain Wiltord, Frank Lebœuf, Didier Deschamps, Schiedsrichter Joël Quiniou sowie Trainer Raymond Domenech unentgeltlich und ohne Rechte zu verlangen, eine 20-minütige Videokassette gegen Rassismus aufgenommen, die sich speziell an Jugendliche richtet und bislang schon von über 100.000 Jugendlichen gesehen wurde.
Von der Regierung wurde Lilian Thuram in den Integrationsrat berufen; in dieser Funktion wandte er sich bei den Unruhen in den Pariser Vororten 2005 gegen den damaligen Innenminister Nicolas Sarkozy, der gewisse Jugendliche aus den Vororten als „Gesindel“ und „Taugenichtse“ bezeichnet hat und meinte, dass man „die ganzen Banlieues mit einem Hochdruckreiniger von diesen Menschen reinigen müsste“. Thuram sagte dazu: „Wenn Sie diese Menschen als Gesindel bezeichnen, fühle ich mich auch angesprochen, da ich auch aus so einer Banlieue komme.“
Nach dem Ende seiner Fußballkarriere 2008 gründete er die Stiftung „Fondation Lilian Thuram – Éducation contre le racisme“. Außerdem wurde er in den Bundesrat (conseil fédéral) des französischen Fußballverbands gewählt. Im November 2011 wurde im Pariser Musée du quai Branly eine von Thuram kuratierte Ausstellung unter dem Titel Exhibitions, l’invention du sauvage eröffnet, die sich mit den „Menschenzoos“ und der Zurschaustellung von verschleppten Schwarzafrikanern während der Kolonialzeit auseinandersetzt. Die Ausstellung erhielt den Globes de Cristal für die beste Ausstellung des Jahres.
Lilian Thuram hat mehrere Bücher und Graphic Novels veröffentlicht, die sich mit Rassismus auseinandersetzen. Sein Buch La pensée blanche ist unter dem Titel Das weiße Denken 2022 auf Deutsch erschienen.

## Erfolge

### Nationalmannschaft
- Weltmeister: 1998
- Europameister: 2000
- FIFA-Konföderationen-Pokalsieger: 2003

### Vereine
- Französischer Pokalsieger: 1990/91
- UEFA-Pokalsieger: 1998/99
- Italienischer Pokalsieger: 1998/99
- Italienischer Supercupsieger: 1999, 2002, 2003
- Italienischer Meister: 2001/02, 2002/03, 2004/05*, 2005/06*
- Spanischer Supercupsieger: 2006

* aberkannt infolge des italienischen Fußball-Skandals 2005/2006

### Ehrungen
- Frankreichs Fußballer des Jahres: 1997
- Italiens Fußballer des Jahres: 1997
- FIFA World Cup Bronzener Ball: 1998
- FIFA World Cup All-Star-Team: 1998, 2006
- Ritter der Ehrenlegion: 1998
- UEFA Euro All-Star-Team: 2000
- FIFA 100: 2004
- FIFPro World XI: 2006
- Offizier der Ehrenlegion: 2013

## Familie
Seine Söhne Marcus und Khéphren sind ebenfalls als Fußballspieler aktiv; erstgenannter ist französischer Nationalspieler und gab im Jahr 2015 sein Debüt im Profifußball.

## Veröffentlichungen
- Mes étoiles noires. Philippe Rey, Paris 2010, ISBN 978-2-84876-148-0
- Vorwort zu „Sarkozy m'a expulsé, 140 portraits d'étrangers dont la France n'a pas voulu.“ Les Échappés, 2011
- Manifeste pour l'égalité, Éditions Autrement, 2012, 175 p.
- La pensée blanche, Éditions Philippe Rey, 2020, 317 p.
  - deutsche Übersetzung: Das weiße Denken. Aus dem Französischen von Cornelia Wend, Edition Nautilus, Hamburg 2022, ISBN 978-3-96054-288-9.
- Jean-Christophe Camus, Lilian Thuram, Benjamin Chaud: Tous super-héros - Tome 1, Delcourt, 2018, 29 p.
- Jean-Christophe Camus, Lilian Thuram, Benjamin Chaud: Tous super-héros - Tome 2 - La Coupe de tout le monde, Delcourt, 2018, 40 p.